# Atyria nigricellulata
Atyria nigricellulata là một loài bướm đêm trong họ Geometridae.